# ІС-4
ІС-4 (рос. Иосиф Сталин), або об'єкт 701 — радянський важкий танк післявоєнного періоду, прийнятий на озброєння 1947 року.

## Історія створення
Розробка важкого танку ІС-4 розпочалася в 1944 році.
«Передзразками» танку танку ІС-4, були вироби 701-2, 701-5 і 701-6. Ці машини відрізнялися один від одного лише товщиною броні, маркою і калібром гармати, розташуванням місць членів екіпажу.
На виробі 701-2 встановлювалася гармата С-34 калібру 100 мм з початковою швидкістю бронебійного снаряду 800 м / с. Боєкомплект складався з 30 снарядів. приціл був телескопічним, ТШ-17 і оглядові прилади МК-4. Товщина броні лобових і бортових листів вежі та корпусу була однаковою і не перевищувала 160 мм. 12-циліндровий дизельний двигун В-12 потужністю 750 к. с. дозволяв 55,9-тонній бойовій машині розвивати швидкість 43 км/год. Екіпаж складався з 4 осіб.
На об'єкті 701-5 поставили 122-мм гармату Д-25Т і збільшили товщину броні башти. Маса танка зросла до 58,5 т.
Варіант 701-6 отримав армійське позначення ІС-4 і в 1947 році був прийнятий на озброєння Радянської Армії.
Механік-водій розміщувався попереду по осі машини. Над його сидінням був невеликий круглий люк, що закривається, і відсувається вбік кришкою. У кришці люка встановлювалися два оглядових прилади, які необхідно було знімати перед відкриттям люка. Сидіння механіка-водія регулювалося по висоті і могло встановлюватися в бойове положення при закритому люку і в похідне — при відкритому.
Передня частина башти танка закривалася знімним броньовим листом, який кріпиться болтами. Люк, що закривається цим листом, призначався для монтажу і демонтажу гармати. У задній частині даху башти ліворуч розташовувався люк командира танка з кришкою, праворуч — люк заряджаючого з кришкою. У кришках люків і лівої частини даху перебували оглядові прилади, причому в кришці люка командира — перископічний оглядовий прилад ТПК-1.
Для наведення гармати і спареного кулемета застосовувався механізм повороту башти, секторний підйомний механізм і система командирського управління з електроприводом. Стрільба з гармати велася прямим наведенням з допомогою телескопічного шарнірного прицілу ТШ-45, а з закритих позицій — за допомогою бічного рівня і кутомірного кола на погоні башти.
Силова передача (точніше, механізм передач і поворотів) — планетарна, забезпечувала шість передач вперед, три назад і два нейтральних положення. Вона складалася з тришвидкісного редуктора, який являв собою дворядний планетарний механізм з трьома фрикційними елементами і виконував роль коробки передач, конічного реверсу і механізму повороту типу ЗК з мультиплікаторами. Привід управління механізмом передач і поворотів був механічний, селекторний, з гідравлічним сервірування педалі на передачах переднього ходу.
Ведучі колеса мали знімні вінці з 14 зубами. Напрямні колеса з гвинтовими натяжними механізмами розташовувалися попереду. На кожному борту було по 7 опорних і по 3 підтримувальних котки. Підвіска індивідуальна, торсіонна.
Офіційно вважається, що серійне виробництво ІС-4 почалося в 1947 році. Проте ряд фактів дозволяє вважати, що частина машин була випущена раніше — в 1946 і навіть у 1945 році. На відміну від останніх на танках випуску 1947—1948 років встановлювалися модернізовані кулемети ДШКМ зразка 1938/46 років, коліматорний приціл К10-Т і радіостанції 10РТ. Починаючи з 1948 року танки комплектувалися переговорним пристроєм ТПУ-47.
Всього за час серійного виробництва до 1949 року було виготовлено близько 250 важких танків ІС-4. Вартість однієї машини становила 994 000 рублів.
Ці танки прямували в основному у військові частини, дислоковані на Далекому Сході — в Забайкалля, Примор'я і т. д. Служба нового танка виявилася недовгою — ІС-4 вивели з експлуатації та поставили на довгострокове зберігання, а потім зняли з озброєння. Причиною цього був цілий ряд обставин. Ця бойова машина, що мала найпотужніше у світі на момент її створення бронювання, володіла істотними недоліками: масою, що перевищувала вантажопідйомність більшості існуючих в той час мостів для транспортних засобів, низькою надійністю трансмісії, невисокою прохідністю, зумовленої великим питомим тиском (0,9 кг / см²). Недостатньою була і маневреність танка, а з озброєння ІС-4 не мав переваг перед важкими танками ІС-2 і ІС-3.

## Технічні характеристики

### Ходова частина
Гусениця дрібноланкова, цівкового зачеплення, з відкритим шарніром. У кожній гусениці налічувалося по 86 траків шириною 720 мм.
Електрообладнання включало чотири акумуляторні батареї загальною ємністю 256 А-год, з'єднані паралельно-послідовно, генератор Г-73 потужністю 1500 Вт, електричний стартер СТ-700 потужністю 15 к. с. Система проводки — однопровідна з напругою в мережі 24 В. Для приладів аварійного освітлення передбачалася двопровідна система проводки.
На машині встановлювалася автоматична система протипожежного обладнання з термоелектрозамикачами в моторному і трансмісійному відділеннях.
Засоби зв'язку складалися з радіостанції 10-РК-26 і переговорного пристрою ТПУ-4біс Ф.

### Двигун
На танку був встановлений 12-циліндровий, чотиритактний, V-подібний безкомпресорний дизель В-12 рідинного охолодження з робочим об'ємом 38 800 см³ і максимальною потужністю 750 к. с. при 2100 об/хв. Він відрізнявся від своїх попередників сімейства В-2 головним чином наявністю приводного відцентрового невимикного нагнітача.
Паливна система мала у своєму складі три основні вбудовані паливні баки загальним об'ємом 410 л. Чотири додаткових паливних бака по 90 л кожний встановлювалися зовні танка на кормі. Замість паливного насоса НК-10 (як у В-2) застосовувався 12-плунжерний насос НК-12.

### Броня, корпус та башта
Обертання башти здійснювалося механізмом повороту, що мали два приводи: ручний і електричний. Планетарний блок механізму повороту допускав роздільну і спільну роботу цих приводів без будь-яких перемикань.
Гармата Д-25Т калібру 122 мм була спарена з 12,7-мм кулеметом ДШК. На башті танка ставився на зенітній турелі другий кулемет ДШК, забезпечений коліматорним прицілом К8-Т.
Корпус його зварювався з броньових листів великої товщини, а лита башта мала змінну товщину стінок з розвиненими бічними, та лобовими деталями. Лобова і бортова броня корпусу та башти не пробивалися зарубіжними протитанковими гарматами з дальності 1000 м, а кормовий лист корпусу мав таку ж товщину, як і лоб башти танка ІС-2.

## Озброєння

### Головне озброєння
На танк встановлювалась 122-мм танкова гармата Д-25. Боєкомплект гармати складався з 30 снарядів роздільного заряджання. Особливістю боєукладки ІС-4 було розміщення снарядів у спеціальних металевих касетах. Кожна касета складалася з циліндра, амортизаційної пружини і пружинного затвора. У касетах для бронебійних снарядів був вставлений додатковий стакан (між амортизаційною пружиною і голівкою снаряда), а в касетах для осколково-фугасних — ковпак-запобіжник для головного детонатора. Для бронебійно-трасуючих снарядів було 12 касет, для осколково-фугасних гранат — 18. Тримачі замків бронебійних снарядів забарвлювалися в червоний колір, осколково-фугасних гранат — в жовтий.

### Додаткове озброєння
Боєкомплект 12,7-мм патронів складався з двох укладок по 500 штук в кожній. В одній укладці патрони споряджалися в стрічки по 50 штук в кожній і вкладалися в магазини-коробки, дві з яких перебували на кулеметі. У другій укладці патрони в пачках заводської упаковки зберігалися в чотирьох брезентових сумках.

## Де можна побачити ІС-4
- Росія
  - Кубинський історичний бронетанковий музей
    - Пам'ятник в Читинській області
- Україна
  - пам'ятник в смт Апостолове, Дніпропетровська область.